# Visavadar
Visavadar é uma cidade e um município no distrito de Junagadh, no estado indiano de Gujarat.

## Geografia
Visavadar está localizada a 21° 23′ N, 70° 41′ L. Tem uma altitude média de 91 metros (298 pés).

## Demografia
Segundo o censo de 2001, Visavadar tinha uma população de 18 048 habitantes. Os indivíduos do sexo masculino constituem 51% da população e os do sexo feminino 49%. Visavadar tem uma taxa de literacia de 71%, superior à média nacional de 59,5%: a literacia no sexo masculino é de 77% e no sexo feminino é de 65%. Em Visavadar, 12% da população está abaixo dos 6 anos de idade.